# Iwan Wasiljewicz zmienia zawód
Iwan Wasiljewicz zmienia zawód (tyt. oryg. Иван Васильевич меняет профессию) – radziecka komedia z 1973 roku, w reżyserii Leonida Gajdaja, na motywach sztuki: Iwan Wasiljewicz Michaiła Bułhakowa. 

## Opis fabuły
Aleksander Siergiejewicz Timofiejew (nazywany Szurikiem) mieszka w Moskwie i jest wynalazcą wehikułu czasu. Żona Szurika, aktorka Zina, nie rozumie jego pasji i odchodzi z reżyserem Jakinem. W tym samym czasie złodziej-recydywista Żorż Miłosławski dzwoni do sąsiada Szurika, stomatologa Antona Szpaka. Po upewnieniu się, że Szpak jest w pracy, Miłosławski włamuje się do jego mieszkania i zaczyna je plądrować. Szurik, prezentując administratorowi domu, Iwanowi Wasiljewiczowi Bunszy, swoją maszynę czasu, powoduje, że znika ściana dzieląca oba mieszkania i złodziej Miłosławski trafia do mieszkania Szurika. Bunsza i Miłosławski przenoszą się do pałacu Iwana Groźnego w Moskwie XVI wieku. Uznani tam za istoty diabelskie, aby uniknąć linczu, przebierają się za cara i jego dworzanina. W tym czasie w mieszkaniu Szurika pojawia się prawdziwy car Iwan Groźny, przeniesiony do XX wieku. W trakcie gonitwy za Bunszą i Miłosławskim, jeden z opriczników rzuca halabardą, która uszkadza maszynę w mieszkaniu Szurika. Przejście w czasie zostaje zamknięte, car zostaje w XX wieku, a Bunsza i Miłosławski w XVI. Szpak, wróciwszy do domu, odkrywa włamanie i zgłasza to na milicję, która aresztuje Iwana Groźnego. W Rosji XVI wieku wojsko buntuje się przeciwko carowi. Tylko od Szurika zależy, czy uda się na czas przywrócić postacie do ich właściwych epok.
Film jest barwny, ale pierwsze i ostatnie sceny filmu są czarno-białe. Z fabuły wynika, że wszystkie sceny barwne były majakiem wynalazcy po otrzymaniu ciosu w głowę.
W 1973 dzieło Gajdaja było najchętniej oglądanym filmem w ZSRR, na który sprzedano ponad 60 mln biletów. W Polsce miał 510 tys. widzów.

## Obsada
- Aleksandr Diemjanienko jako Aleksander Timofiejew (Szurik)
- Natalja Sielezniowa jako Zina (żona Szurika)
- Jurij Jakowlew jako Iwan Groźny i Bunsza
- Natalia Kraczkowska jako żona Bunszy
- Władimir Etusz jako Szpak
- Leonid Kurawlow jako Żorż Miłosławski
- Sawielij Kramarow jako diak Feofan
- Natalia Gurzo jako siostra Szpaka
- Michaił Pugowkin jako reżyser Jakin
- Siergiej Filippow jako poseł szwedzki
- Nina Masłowa jako caryca Marfa

## Inne wersje
W 2023 roku zrealizowany został film telewizyjny pod tytułem „Iwan Wasiljewicz zmienia wszystko”, stanowiący remake i parodię filmową oryginału. W tym filmie wystąpił m.in. Filipp Kirkorow, ale wszystkie sceny z Kirkorowem zostały wycięte z powodu jego udziału w "nagiej imprezie", którą zorganizowała Nastia Iwlejewa w grudniu 2023.